# São Francisco do Piauí
São Francisco do Piauí är en kommun i Brasilien.   Den ligger i delstaten Piauí, i den östra delen av landet, 1 100 km nordost om huvudstaden Brasília. Antalet invånare är 6 301.
Omgivningarna runt São Francisco do Piauí är huvudsakligen savann. Runt São Francisco do Piauí är det mycket glesbefolkat, med 4 invånare per kvadratkilometer.